# Utta Isop
Utta Isop (* 1974 in Klagenfurt) ist eine österreichische Geschlechterforscherin, Autorin und Herausgeberin. 

## Biografie
Utta Isop studierte von 1992 bis 1994 Rechtswissenschaften und von 1992 bis 2002 im Doppelstudium Lehramt (Lehramt PPP/Deutsche Philologie) und Philosophie als Fächerkombination an der Universität Wien. Im Mai 2002 legte sie das Diplom in Philosophie ab mit einer Arbeit unter dem Titel „Soziogenese des Sozialen. Überlegungen ausgehend von Bourdieu, Groeben, Mead, Vygotsky“. Im Juli 2004 folgte die Lehramtsprüfung mit den Themen: Sozialwissenschaften als Schulfach, Otto Neuraths Bildpädagogik und Mehrsprachigkeit als nationales Bildungskonzept. 2005 war sie in Elternkarenz. Seit 2006 ist sie als Lehrerin am Bundesrealgymnasium Klagenfurt-Viktring tätig.
Von 2005 bis 2016 lehrte sie an der Alpen-Adria-Universität Klagenfurt Philosophie und Geschlechterstudien. Sie arbeitete im fakultätsübergreifenden Forschungsnetzwerk Kultur & Konflikt mit, das seit 2005 an der Alpen-Adria-Universität Klagenfurt existiert. Spielregeln der Gewalt. Kulturwissenschaftliche Beiträge zur Friedens- und Geschlechterforschung, 2009 herausgegeben von Utta Isop, Viktorija Ratković und Werner Wintersteiner, ist die erste Publikation, in der die Ergebnisse des Forschungsprojektes dokumentiert wurden.
Im Jahre 2013 wurde sie von der Österreichischen Hochschülerschaft Klagenfurt mit dem Preis für Zivilcourage in der Kategorie „Lehrende“ ausgezeichnet, weil sie sich, so die Jury, „laufend über Konventionen hinwegsetzt und Kritik an ungerechten Verhältnissen äußert“.

## Rezeption
Mit der Medien- und Kommunikationswissenschafterin Viktorija Ratković gab Utta Isop 2011 den Band Differenzen leben heraus. Die Rezension in der Zeitschrift Femina Politica zog das Fazit: „Die Stärken des Buches liegen in seiner vielfältigen Auseinandersetzung mit unterschiedlichen Aspekten der Inklusion und Exklusion in Bezug auf die Kategorie Geschlecht in Verbindung mit – in erster Linie – den Kategorien Ethnie und Sexualität.“
Zu ihrem 2017 herausgegebenen Buch Gewalt im beruflichen Alltag schrieb Utta Isop die Einleitung und zu jedem Kapitel ein einordnendes Vorwort. Laut der Rezension von Gerd Krüger, Professor an der Hochschule für Angewandte Wissenschaften Hamburg, hinterfragt sie in ihrer Einleitung kritisch das herrschende Demokratieverständnis und stellt fest, dass in der zeitgenössischen politischen Diskussion das alltägliche Demokratieerleben in Familie, Betrieb und Freizeit kaum reflektiert werde. Sie bezweifelt, dass die gängige Praxis des Wählens „Gesellschaften auf lange Sicht demokratiefähig“ mache. Zentral sei ihre Hierarchiekritik und die Forderung eines neuen Demokratieverständnisses.

## Schriften (Auswahl)
Herausgeberschaften und Beiträge als Autorin
- Hrsg.: Gewalt im beruflichen Alltag. Wie Hierarchien, Einschlüsse und Ausschlüsse wirken. Berichte von Intersektionen institutioneller Gewalt (= Materialien der AG SPAK. M 306). AG SPAK Bücher, Neu-Ulm 2017, ISBN 978-3-945959-09-1 (darin u. a.: Fifty Shades of Grey und Gewalt im Betrieb. S. 65 ff.).
- mit Viktorija Ratkovic, Werner Wintersteiner (Hrsg.): Spielregeln der Gewalt. Kulturwissenschaftliche Beiträge zur Friedens- und Geschlechterforschung (= Kultur & Konflikt. Bd. 1). Transcript, Bielefeld 2009, ISBN 978-3-8376-1175-5.
- mit Alice Pechriggl, Kirstin Mertlitsch, Brigitte Hipfl (Hrsg.): Über Geschlechterdemokratie hinaus = Beyond gender democracy (= DravaDiskurs). Drava-Verlag, Klagenfurt u. a. 2009, ISBN 978-3-85435-593-9 (darin: »Geschlechterbasisdemokratie. Fünf Forderungen queerer Politik?«. S. 45 ff.).
- mit Viktorija Ratkovic (Hrsg.): Differenzen leben. Kulturwissenschaftliche und geschlechterkritische Perspektiven auf Inklusion und Exklusion (= Kultur & Konflikt. Bd. 3). Transcript, Bielefeld 2011, ISBN 978-3-8376-1528-9[8] (darin: »Enough is enough« – »Ya basta!«. Kein Gott, keine Nation, kein Konzern, kein Ehemann. S. 210 ff.).
- mit Jacob Guggenheimer, Doris Leibetseder, Kirstin Mertlitsch (Hrsg.): "When we were gender …". Geschlechter erinnern und vergessen. Analysen von Geschlecht und Gedächtnis in den Gender Studies, Queer-Theorien und feministischen Politiken (= Kultur & Konflikt. Bd. 5). Transcript, Bielefeld 2013, ISBN 978-3-8376-2397-0[9] (darin u. a.: Gegenkulturelle Archive jenseits von Familie und Geschlecht (mit Mate Cosic, Johannes Dollinger, Doris Leibetseder). S. 245 ff.).

Beiträge in anderen Sammelbänden
- „Menschen werden“ – Gefährdetes und entfremdetes Leben zwischen Flucht und Sorgen, mit Heide Hammer, in: Brigitte Buchhammer (Hrsg.): Lernen, Mensch zu sein. Beiträge des 2. Symposiums der SWIP Austria, Linz, Johannes-Kepler-Universität, 10.-11. Dezember 2015 , Lit Verlag, Berlin/Münster/Wien/Zürch/London 2017, ISBN 978-3-643-50801-0, S. 253–271
- Institutionelle Gewalt: die Lust am Hierarchisieren – Einschließen – Ausschließen, in: Brigitte Buchhammer (Hrsg.): Neuere Aspekte in der Philosophie. Aktuelle Projekte von Philosophinnen am Forschungsstandort Österreich, Axia Academic Publishers, Wien 2015, ISBN 978-3-903068-17-9, S. 298–327
- Praktiken der Selbstorganisation. Losdemokratie. Rotation und Sorgearbeit, in: Claudia Brunner et al. (Hrsg.): Prekariat und Freiheit? Feministische Wissenschaft, Kulturkritik und Selbstorganisation, Verlag Westfälisches Dampfboot, Münster 2013, ISBN 978-3-89691-929-8, S. 242–252
- Demokratie im Alltag – Demokratie im Betrieb 4.0. In: Peter Granig, Erich Hartlieb, Bernhard Heiden (Hrsg.): Mit Innovationsmanagement zu Industrie 4.0. Grundlagen, Strategien, Erfolgsfaktoren. Springer Gabler, Wiesbaden 2018, ISBN 978-3-658-11666-8, S. 203–212.